# John Weaver (Organist)
John Weaver (* 27. April 1937 in Mauch Chunk (heute Jim Thorpe), Pennsylvania; † 1. Februar 2021) war ein US-amerikanischer Konzert- und Kirchenorganist, Chorleiter und Dirigent. Er lehrte am Curtis Institute of Music in Philadelphia und an der Juilliard School in New York.

## Biographie
John Weaver wurde in Mauch Chunk als Sohn eines presbyterianischen Pfarrers geboren und kam dort erstmals mit der Kirchenorgel in Verbindung. Die Familie zog nach Baltimore, als er vier Jahre alt war. Ab dem Alter von sechs Jahren erhielt er dort Klavierunterricht und später auch  mehr als ein Jahr Orgelunterricht bei Richard Ross am Peabody Conservatory Preparatory Department. Bereits im Alter von 14 Jahren spielte er in einer methodistischen Gemeinde in Baltimore Orgel. Nach Abschluss eines vierjährigen Studiums, unter anderem bei Alexander McCurdy, am Curtis Institute of Music im Jahr 1959 übernahm er von 1959 bis 1970 die Stelle des Musikdirektors an der Holy Trinity Lutheran Church in New York. Während dieser Zeit war er auch zwei Jahre Organist und Chorleiter bei der US Army an der Post Chapel der United States Military Academy in West Point, dort erlangte er am Union Theological Seminar bei Robert Baker einen Abschluss als Master für Kirchenmusik. In den Jahren 1968 und 1969 führte er an der Holy Trinity Lutheran Church jedes Jahr in 30 Konzerten Bach-Kantaten auf, die Chorreihe wurde von seinem Nachfolger weitergeführt. 1970 wechselte er als Musikdirektor und Organist an die Madison Avenue Presbyterian Church in Manhattan in New York. In dieser Gemeinde leitete er in mehreren Orchesterkonzerten den Konzertchor The St. Andrew Chorale. Im Mai 2005 gab er in der Gemeinde sein letztes Konzert als Kirchenorganist.
John Weaver lehrte von 1972 bis 2003 als Leiter des Fachbereichs Orgel an dem Curtis Institute of Music in Philadelphia und vertrat von 1987 bis 2004 auch leitend diesen Bereich an der Juilliard School in Manhattan. Einige Meisterklassen unterrichtet er auch nach dem Ende seiner Lehrtätigkeit weiterhin. Darüber hinaus unterrichtete er auch am Westminster Choir College, am Union Theological Seminar und an der Manhattan School of Music. Er veröffentlichte zahlreiche Artikel in Orgel- oder Kirchenmusikzeitschriften und war Präsident der Presbyterian Association of Musicians.
Insgesamt 50 Jahre spielte er während der Sommerkonzerte im städtischen Konzerthaus Merrill Auditorium in Portland (Maine) auf der Kotzschmar Memorial Orgel.
Im Anschluss an seine Tätigkeit in New York trat er bis zur Konzertsaison 2007 / 2008 wieder verstärkt international als Konzertorganist auf. Neben den Vereinigten Staaten gab er in Kanada, Westeuropa und Brasilien Konzerte, so führte er 1985 mit dem Rotterdam Philharmonic Orchestra in der Royal Albert Hall Liszts Faust-Symphonie auf. Teilweise tritt er gemeinsam mit seiner Frau Marianne auf, einer Flötistin, mit der er seit 1965 verheiratet ist. Seine Konzerte wurden im Radio und Fernsehen in den Vereinigten Staaten und in Deutschland übertragen, er spielte für verschiedene Firmen Schallplatten- und CD-Aufnahmen ein. Weaver trat solistisch oder mit Orchestern wie dem Portland Symphony Orchestra, Maine Symphony Orchestra, dem Musica Sacra Orchestra oder der Harrisburg Symphony auf. Weaver komponierte solistische Orgelwerke und Werke, die gemeinsam mit einem Chor oder mit Flötenbegleitung aufgeführt werden.
Weaver wurde der Titel eines Ehrendoktors der Musik vom Westminster College, New Wilmington (Pennsylvania) und vom Curtis Institute of Music verliehen. Im Jahr 2005 wurde er vom New Yorker Verband der American Guild of Organists als „International Performer of the Year“ ausgezeichnet, er ist Ehrenmitglied dieses Verbandes. Im Oktober 2008 erhielt Weaver vom Union Theological Seminary in New York City den 2008 Unitas Distinguished Alumni Award. Er lebte in West Glover, Vermont.

## Werke

### Aufnahmen (Auswahl)
- John Weaver Performs, Schantz-Orgel, Indiana, Gothic
- For All the Saints, Reuters-Orgel, Seattle, Washington, Pro Organo
- The John Weaver Dedication Recital, Wicks-Orgel, LaGrange, Georgia
- The Organ and Choral music of John Weaver, Chor und Orgel der Madison Avenue Presbyterian Church, New York, JAV

### Kompositionen (Auswahl)

#### Orgel
- Toccata für Orgel (bei Boosey & Hawkes)
- Passacaglia über ein Thema von Dunstable (bei Boosey & Hawkes)
- Fantasia (bei Boosey & Hawkes)
- Prelude and Fugue in E minor (bei Boosey & Hawkes)
- Variations on Three Hymn Tunes (bei Boosey & Hawkes)

#### Flöte und Orgel
- Rhapsody für Flöte und Orgel (bei Boosey & Hawkes)
- Dialogues for Flute and Organ (1991) (bei Wayne Leupold Publications, Inc. (E.C. Schirmer))

#### Chor und Orgel
- Psalm 100 (bei Boosey & Hawkes)
- Epiphany Alleluias (bei Boosey & Hawkes)
- Introit for Pentecost (bei Boosey & Hawkes)
- Psalm 46 (bei Morning Star)
- The Joyful Feast (bei Morning Star)
- Prayer for Transfiguration Day (1991) (bei Hope Publishing Company)
- Prayer from Psalm 139 (bei Hope Publishing Company)
- Restore Us, O Lord of Hosts (bei Hope Publishing Company)